# (35850) 1999 JS62
1999 JS62 (asteroide 35850) é um asteroide da cintura principal. Possui uma excentricidade de 0.21781530 e uma inclinação de 5.15757º.
Este asteroide foi descoberto no dia 10 de maio de 1999 por LINEAR em Socorro.